# بی‌سیم‌چی

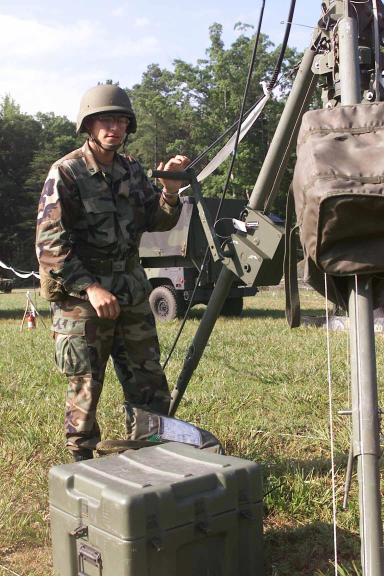
بی‌سیم‌چی

در نیروهای مسلح به سربازی که مسئول مخابرات و ارتباطات نظامی میان بخش‌های گوناگون یک ارتش یا نیروهای دیگر است بی‌سیم‌چی گفته می‌شود.
بیشتر بیسیم‌چی‌ها در بخش ارتباطات رادیویی و بی‌سیم کار می‌کنند ولی گاه از ایشان برای ساخت و نگهداری خطوط تلفن و سویچینگ تلفن هم استفاده می‌شود.